# II. Sigurd norvég király
II. Sigurd Haraldsson vagy Nagyszájú Sigurd (1132/1133 – 1155. február 6.) norvég király 1136-tól haláláig.
IV. Harald törvénytelen gyermekeként született és pár évesen féltestvérével, I. Ingével lépett a trónra. 1142-től közös féltestvérük, II. Eystein is velük uralkodott. 1152-ben járt a pápai legátus, Nicholas Breakspear.
Ahogy azonban a királyok régi tanácsadói meghaltak, kirobbant köztük az ellenségeskedés. 1155-ben Bergenben összegyült a három király, hogy helyreállítsák  békét, de Inge megvádolta Sigurdot és Eysteint, hogy meg akarták fosztani őt a tróntól. Sigurd tagadta a vádakat, de pár nappal később Ingrid Ragnvaldsdotter (I. Inge édesanyja) parancsára meggyilkolták.

## Gyermekei
Sigurd felesége, Krisztina, I. Sigurd leánya (tehát II. Sigurd unokatestvére) volt. Egy gyermeket szült férjének:
- Harald[1][3] (? – 1172)

Ezenkívül a király még öt törvénytelen gyermeket is nemzett:
- II. Haakon[3] (1147 – 1162. július 7.)
- Sverre[3] (1151 – 1202. március 9.)
- Erik[3] (? – 1190)
- Cecilia[3] (? – 1180-as évek vége) ∞ 1) Folkvid Lagmand[3] 2) Baard Guttormsson[3]
- Sigurd[3] (1155 eleje – 1163. szeptember 29.)